# خانه قائمی
خانه قائمی مربوط به دوره قاجار است و در قزوین، خیابان مولوی، محله آخوند واقع شده و این اثر در تاریخ ۱۱ مرداد ۱۳۸۴ با شمارهٔ ثبت ۱۲۵۹۵ به‌عنوان یکی از آثار ملی ایران به ثبت رسیده است.